# 東圭納清真寺
2°12′14.7″N 102°13′55.1″E / 2.204083°N 102.231972°E
東圭納清真寺（馬來語：、阿拉伯语：‎）是一座位於馬來西亞馬六甲州的清真寺，位於古城區以西。
清真寺建於1728年，被認為是馬六甲最古老的清真寺之一，1890年、1910年曾翻新，2000年又進入了修復。1990年前為馬六甲州州立清真寺。大殿呈正方形，上覆以三層屋頂，宣禮塔為寶塔狀。